# Еугениуш Попович
Еугѐниуш Миро̀слав Попо̀вич (на полски: Eugeniusz Mirosław Popowicz; на украински: Євген Мирослав Попович) е полски гръкокатолически духовник, доктор по канонично право, викарен епископ на Пшемишълско-Варшавската архиепархия и титулярен епископ на Ореацелия (2013 – 2015), пшемишълско-варшавски архиепископ митрополит от 2015 година.

## Биография
Еугениуш Попович е роден на 12 октомври 1961 година в Члухов, Поморско войводство. Завършва Висшата богословска семинария в Люблин. Ръкоположен е за свещеник на 14 октомври 1986 година от Мирослав Марусин, титулярен архиепископ на Кади, след което, в продължение на две години, служи като викарий в енориите Пасленк и Елбльонг. Впоследсвие специализира канонично право в Папския източен институт в Рим. През 1993 година защитава докторска дисертация. Изпратен е на работа в Украйна, където поема задълженията на съдебен викарий към Митрополитския църковен съд. Паралелно с това преподава в семинариите в Лвов, Тернопол и в Лвовската богословска академия. През 1995 година е назначен за енорийски свещеник на гръкокатолическите енории в Гурово Илавецке и Лелково. На следващата година е назначен за енорийски свещеник на катедралната епархия в Пшемишъл и генерален викарий на Пшемишълско-Варшавската архиепархия.
На 4 ноември 2013 година папа Франциск го номинира за викарен епископ на Пшемишълско-Варшавската архиепархия и титулярен епископ на Ореацелия. Приема епископско посвещение (хиротония) на 21 декември 2013 година в гръкокатолическата катедрала в Пшемишъл от ръката на Святослав Шевчук, старши архиепископ на Украинската гръкокатолическа църква, в съслужие с Ян Мартиняк, почетен пшемишълско-варшавски архиепископ и Влоджимеж Юшчак, вроцлавско-гдански епископ. На 7 ноември 2015 година папата го номинира за пшемишълско-варшавски архиепископ митрополит. Приема канонично архиепархията и влиза в пшемишълската катедрала на 19 декември.